# Heteronemia mexicana
Heteronemia mexicana är en insektsart som beskrevs av Gray, G.R. 1835. Heteronemia mexicana ingår i släktet Heteronemia och familjen Heteronemiidae. Inga underarter finns listade i Catalogue of Life.